# Eremomastax speciosa
Eremomastax speciosa là một loài thực vật có hoa trong họ Ô rô. Loài này được (Hochst.) Cufod. mô tả khoa học đầu tiên năm 1964.